# 甜水井街道
甜水井街道，是中华人民共和国河南省安陽市文峰区下辖的一个乡镇级行政单位。

## 行政区划
甜水井街道下辖以下地区：
卜府巷社区、后仓街社区、新营街社区和北门东社区。